# Hrabstwo Fulton (Illinois)

Piramida wieku hrabstwa

Hrabstwo Fulton – hrabstwo w USA, w stanie Illinois, według spisu z 2000 roku liczba ludności wynosiła 38 250. Siedzibą hrabstwa jest Lewistown.

## Geografia
Według spisu hrabstwo zajmuje powierzchnię 2286 km², z czego 2242 km² stanowią lądy, a 44 km² (1,92%) stanowią wody. Największym miastem hrabstwa jest Canton a najmniejszym Marbletown.

### Sąsiednie hrabstwa
- Hrabstwo Knox – północ
- Hrabstwo Peoria – północny wschód
- Hrabstwo Tazewell – wschód
- Hrabstwo Mason – południe
- Hrabstwo Schuyler – południowy zachód

Stan Illinois na mapie USA

- Hrabstwo McDonough – zachód
- Hrabstwo Warren – północny zachód

## Historia
Hrabstwo Fulton zostało założone w 1823 roku i wyodrębnione z hrabstwa Pike. Swoją nazwę zawdzięcza Robertowi Fulton (1765 – 1815), amerykańskiemu inżynierowi i wynalazcy.
Pierwszym osadnikiem w Hrabstwie Fulton był Ossian Ross, który przyjechał w pobliże okolic dzisiejszego miasta Lewistown w 1821 roku. Fakt ten został zarejestrowany w dokumentach parcelujących ziemie w wojskowym oddziale parcelacji ziem w stanie Illinois. W 1822, miejsce osiedlenia zostało nazwane Lewistown od imienia najstarszego syna Rossa.
W 1823 roku zbudowano pierwszy budynek sądu w Hrabstwie Fulton w Lewistown. W roku 1838 postawiono pierwszy murowany gmach sądu, który istniał do roku 1894, kiedy to budynek został strawiony przez pożar.
W trakcie trwania II wojny światowej w hrabstwie Fulton zorganizowano Obóz Ellis, zwany początkowo Projektem Lewistown. Obóz powstawał od 17 września 1942 i 15 kwietnia 1943 roku został oficjalnie otwarty. W obozie organizowano szkolenia żołnierzy udających się na wojnę do Europy. Koszary zajmowały 17 800 akrów ziemi. W listopadzie 1944, część treningów oficjalnie zostały skończone, a pozostałe zajęcia ograniczone.

## Kultura
W Hrabstwie znajduje się Muzeum Dickson Mounds, Państwowe Muzeum Indian poświęcone pierwszym kulturom indiańskim żyjących na terenie Illinois. Z hrabstwa pochodzi amerykański pisarz i poeta Edgar Lee Masters, który napisał Antologię Rzeki Spoon (Spoon River Anthology, 1915).

## Demografia
Według spisu z 2000 roku hrabstwo zamieszkuje 38 250 osób, które tworzą 14 877 gospodarstw domowych oraz 10 250 rodzin. Gęstość zaludnienia wynosi 17 osób/km². Na terenie hrabstwa jest 16 240 budynków mieszkalnych o częstości występowania wynoszącej 7 budynków/km². Hrabstwo zamieszkuje 95,12% ludności białej, 3,60% ludności czarnej, 0,18% rdzennych mieszkańców Ameryki, 0,24% Azjatów, 0,02% mieszkańców Pacyfiku, 0,29% ludności innej rasy oraz 0,55% ludności wywodzącej się z dwóch lub więcej ras, 1,25% ludności to Hiszpanie, Latynosi lub inni.
W hrabstwie znajduje się 14v877 gospodarstw domowych, w których 28,60% stanowią dzieci poniżej 18 roku życia mieszkający z rodzicami, 56,50% małżeństwa mieszkające wspólnie, 8,80% stanowią samotne matki oraz 31,10% to osoby nie posiadające rodziny. 27,50% wszystkich gospodarstw domowych składa się z jednej osoby oraz 14,50% żyje samotnie i ma powyżej 65 roku życia. Średnia wielkość gospodarstwa domowego wynosi 2,40 osoby, a rodziny wynosi 2,90 osoby.
Przedział wiekowy populacji hrabstwa kształtuje się następująco: 22,00% osób poniżej 18 roku życia, 8,70% pomiędzy 18 a 24 rokiem życia, 28,00% pomiędzy 25 a 44 rokiem życia, 23,00% pomiędzy 45 a 64 rokiem życia oraz 18,30% osób powyżej 65 roku życia. Średni wiek populacji wynosi 39 lat. Na każde 100 kobiet przypada 105,30 mężczyzn. Na każde 100 kobiet powyżej 18 roku życia przypada 104,50 mężczyzn.
Średni dochód dla gospodarstwa domowego wynosi 33 952 USD, a średni dochód dla rodziny wynosi 41 193 dolarów. Mężczyźni osiągają średni dochód w wysokości 31 800 dolarów, a kobiety 21 223 dolarów. Średni dochód na osobę w hrabstwie wynosi 17 373 dolarów. Około 7,30% rodzin oraz 9,90% ludności żyje poniżej minimum socjalnego, z tego 13,30% poniżej 18 roku życia oraz 6,90% powyżej 65 roku życia.

## Miasta
- Astoria
- Canton
- Cuba
- Farmington
- Lewistown

## Wioski
- Banner
- Bryant
- Dunfermline
- Ellisville
- Fairview
- Ipava
- Liverpool
- London Mills
- Marietta
- Norris
- Smithfield
- St. David
- Table Grove
- Vermont